# Gerhard Außner
Gerhard Außner (* 22. April 1909 in Berlin; † 11. August 1974 ebenda) war ein deutscher Politiker (SPD).

## Leben
Der gelernte Buchbinder war in der Weimarer Republik Mitglied der SAJ und trat auch der SPD bei. Später wurde er auch Mitglied des Reichsbanners Schwarz-Rot-Gold. Nach 1945 war er Dienststellenleiter bei der BEWAG und übernahm Funktionen beim Deutschen Gewerkschaftsbund (DGB). Ab 1946 war er für die SPD Mitglied der Berliner Stadtverordnetenversammlung und ab 1950 Abgeordneter des Berliner Abgeordnetenhauses.